# Parc national San Esteban
Le parc national San Esteban (Parque nacional San Esteban) est un parc national situé dans l'état de Carabobo au Venezuela. Il a été créé le 14 janvier 1987.
Le parc jouxte dans sa partie nord-est un second parc, le parc national Henri Pittier.

## Sites historiques
Le parc renferme divers sites historiques, parmi lesquels : Le fort Solano, le Chemin Royal des Espagnols (Camino Real de los Españoles), qui serpente à travers la montagne entre Puerto Cabello et Valencia del Rey, avec son pont à arche ogivale ; la maison du général Bartolomé Salom (es), héros de la guerre d’indépendance ; le Chemin indigène du Sel (Camino indígena de la Sal), de Patanemo à Guacara ; le lieu-dit Piedras Pintadas, célèbre pour ses pétroglyphes des Indiens caraïbes.